# Macaé Esporte FC
Der Macaé Esporte Futebol Clube, in der Regel nur kurz Macaé genannt, ist ein Fußballverein aus Macaé im brasilianischen Bundesstaat Rio de Janeiro.

## Erfolge
- Série C: 2014
- Staatsmeisterschaft von Rio de Janeiro Série B1: 1998

## Stadion
Der Verein trägt seine Heimspiele im Estádio Claúdio Moacir de Azevedo, auch unter dem Namen Moacyrzão bekannt, in Macaé aus. Das Stadion hat ein Fassungsvermögen von 15.000 Personen.

## Trainerchronik
Stand: Februar 2022
| Trainer             | Nation             | von               | bis              |
| ------------------- | ------------------ | ----------------- | ---------------- |
| Luis Antonio Zaluar | Brasilien          | 1. Juli 2006      | ?                |
| Tita                | Brasilien          | 26. Juni 2007     | 21. Mai 2008     |
| Alexandre Gama      | Brasilien          | 1. Juli 2008      | 1. August 2008   |
| Toninho Andrade     | Brasilien          | 21. März 2011     | 1. Mai 2013      |
| Josué Teixeira      | Brasilien          | 2. September 2014 | 20. März 2015    |
| Marcelo Cabo        | Brasilien          | 23. März 2015     | 3. August 2015   |
| Josué Teixeira      | Brasilien          | 3. August 2015    | 8. November 2015 |
| Toninho Andrade     | Brasilien          | 8. November 2015  | 7. März 2016     |
| René Simões         | Brasilien          | 29. Dezember 2016 | 12. Februar 2017 |
| Toninho Andrade     | Brasilien          | 1. Februar 2017   | 1. Mai 2017      |
| Josué Teixeira      | Brasilien          | 8. August 2017    | 18. März 2018    |
| Felipe Conceição    | Brasilien Portugal | 28. März 2018     | 30. Juni 2018    |
| Luis Antonio Zaluar | Brasilien          | 1. Juli 2019      | 30. April 2019   |